# Нижня Краснопавлівка
Нижня Краснопавлівка —  селище в Україні, у Лозівській міській громаді Лозівського району Харківської області. Населення становить 286 осіб. До 2020 орган місцевого самоврядування — Яковлівська сільська рада.

## Географія
Селище Нижня Краснопавлівка знаходиться на березі річки Орілька (в основному на лівому березі). Селище витягнуте вздовж річки на 4 км. На відстані 1 км розташовані село Миронівка та селище Краснопавлівка.

## Історія
- 1855 — дата заснування.
- 12 червня 2020 року, відповідно до Розпорядження Кабінету Міністрів України  № 725-р «Про визначення адміністративних центрів та затвердження територій територіальних громад Харківської області», увійшло до складу Лозівської міської громади.[1]
- 19 липня 2020 року, в результаті адміністративно-територіальної реформи та ліквідації колишнього Лозівського району (1923—2020), увійшло до складу новоутвореного Лозівського району Харківської області.[2]
- 22 червня 2023 року рішенням №230 Національної комісії зі стандартів державної мови віднесено до списку населених пунктів, які «можуть не відповідати лексичним нормам української мови», зокрема стосуватися «російської імперської чи колоніальної політики». Громаді рекомендовано обґрунтувати доцільність збереження поточної назви або запропонувати нову назву в установленому законодавством порядку.[3]